# Brixen im Thale
Brixen im Thale (im Tiroler Dialekt Brix’n, kurz Brixen i. Th.) ist eine Gemeinde in Tirol in Österreich mit 2698 Einwohnern (Stand 1. Jänner 2025). Sie liegt etwa elf Kilometer (Luftlinie) westlich von der Bezirkshauptstadt Kitzbühel und ist der Hauptort des Brixentals. Die Gemeinde liegt im Gerichtsbezirk Kitzbühel.

## Geografie

### Lage
Brixen im Thale liegt mit 794 Meter Seehöhe auf dem höchsten Punkt des Brixentals inmitten der Grasberge der Kitzbüheler Alpen. Das Besiedlungsgebiet erstreckt sich überwiegend nördlich der Eisenbahntrasse, wobei vereinzelte Fraktionen sich auch auf der südlichen Seite des Tales befinden. Südöstlich des Ortskerns zweigt das Brixenbachtal ab, welches dicht bewaldet ist und als Naturerholungsgebiet bekannt ist. Nördlich des Ortes befinden sich zahlreiche Berghänge, die als Sonnberg bezeichnet werden und vorwiegend landwirtschaftlich genutzt werden. Die Hänge südlich des Dorfes, die als Schattseitn bezeichnet werden, sind mit Ausnahme vereinzelter Almflächen Nadelwald.
Das Gemeindegebiet wird im Osten durch den Sautalgraben und den Achenbergbach und im Westen überwiegend durch den Bockernbach und das Bockernbachtal eingegrenzt. Im Norden und im Süden verläuft die Gemeindegrenze hauptsächlich auf den Bergen der Kitzbüheler Alpen.

### Gemeindegliederung
Die Gemeinde besteht aus der Katastralgemeinde Brixen im Thale. Das Gemeindegebiet umfasst folgende fünf Ortschaften (in Klammern Einwohnerzahl Stand 15. Mai 2001):
- Brixen im Thale (479)
- Feuring (681)
- Hof (436)
- Lauterbach (714)
- Sonnberg (264)

| Katastralgemeinden          | Ortschaften in der Gemeinde |
| --------------------------- | --- |
| Brixen im Thale (31,38 km²) | Brixen im Thale (D) Maria Luisenbad (Hgr) Feuring (D) Winkl (D) Zöpfl (ZH) Hof (D) Achenberg (D) Moosen (W) Obing (R) Lauterbach (D) Sonnberg (ZH) Buchberg (ZH) Griesberg (ZH) Salvenberg (ZH) |
| Legende                     | |

| In der Spalte Katastralgemeinden sind sämtliche Katastralgemeinden einer Gemeinde angeführt. In der Klammer ist die jeweilige Fläche in km² angegeben. |
| In der Spalte Ortschaften sind sämtliche von der Statistik Austria erfassten Siedlungen, die auch eine eigene Ortschaftskennziffer aufweisen, angeführt. In der Hierarchieebene derselben Spalte, rechts eingerückt, werden nur Ansiedlungen, die mindestens aus mehreren Häusern bestehen, dargestellt. Die wichtigsten der verwendeten Abkürzungen sind: - M = Hauptort der Gemeinde - Stt = Stadtteil - R = Rotte - W = Weiler - D = Dorf - ZH = Zerstreute Häuser - Sdlg = Siedlung - Hgr = Häusergruppe - E = Einzelgehöft (nur wenn sie eine eigene Ortschaftskennziffer haben) Die komplette Liste der Statistik Austria ist in: Topographische Siedlungskennzeichnung nach STAT Zu beachten ist, dass manche Orte unterschiedliche Schreibweisen haben können. So können sich Katastralgemeinden anders schreiben als gleichnamige Ortschaften bzw. Gemeinden. Quelle: Statistik Austria – |

### Flächennutzung
Von der 31,40 Quadratkilometer großen Gemeindefläche sind (Stand 2011):
Von der Fläche entfallen ca. 12,60 Quadratkilometer (40,2 Prozent) auf den Dauersiedlungsraum.
Die Länge der Gemeindestraße Brixens beträgt etwa 2,50 km, die Länge der Bundesstraße 170 3,19 km. Im Gemeindegebiet befinden sich fünf Bahnunterführungen. Seit 2010 ist das gesamte Brixental schrankenlos.

### Flüsse und Bäche
Der Hauptfluss der Gemeinde ist die Brixentaler Ache. Sie entsteht aus den Quellbächen Schleicherbach, Lauterbach und Brixenbach. Zu den Bächen zählen der Achenbergbach, Adlgraben, Badhausbach, Bahngraben, Bergergraben, Gauxgraben, Grabnerbach, Gugggraben, Jodlbach, Kendlbach, Kernbach, Ködringgraben, Kranzbach, Lasslgraben, Raggingraben, Santenbach, Sautalgraben, Schrahnbach, Seitengraben I-III und Tanzergraben.
Durch mehrere Quellflüsse im Gemeindegebiet kann es bei sintflutartigen Regenfällen zu Hochwasser kommen, vor allem in den Ortsteilen Feuring, Lauterbach und Hof. Dabei können erhebliche Schäden entstehen, wie es z. B. im Jahre 1946 geschah. In den letzten Jahren wurden an einigen Bächen und Gräben Verbauungsarbeiten vorgenommen, damit wiederkehrenden Hochwassersituationen nicht in einem großen Ausmaß auftreten können.

### Berge
Der höchste Berg der Gemeinde ist der Fleiding mit 1892 m ü. A. Nordöstlich des Ortes erhebt sich der Gebirgszug der Hohen Salve mit 1829 m ü. A., nördlich davon befindet sich der Zinsberg mit 1674 m ü. A. Südlich des Ortes befinden sich der Nachtsöllberg mit 1886 m ü. A. und der Gaisberg mit 1767 m ü. A., unterteilt durch das Tal des Brixenbachs.

### Nachbargemeinden
An Brixen grenzen die Gemeinden Ellmau, Kirchberg in Tirol, Söll und Westendorf.
| Söll       | Söll, Ellmau                                | Ellmau             |
| Westendorf | Kompassrose, die auf Nachbargemeinden zeigt | Kirchberg in Tirol |
| Westendorf | Westendorf, Kirchberg in Tirol              | Kirchberg in Tirol |

### Klima
Der Ort befindet sich in den Nordstaulagen, in denen die Jahresniederschläge entsprechend hoch sind. Die durchschnittliche jährliche Niederschlagsmenge beläuft sich zurzeit auf etwa 1.300 mm. Die Hauptniederschlagszeit liegt zwischen April und Oktober mit Höchstwerten in den Monaten Juni, Juli und August. In dieser Zeit ziehen häufig Starkregen- oder Gewitterwolken, die bis zu Hagelunwettern heranwachsen können, von Westen kommend über die Hohe Salve und Westendorf. Durch das föhnarme Gebiet sind stärkere Stürme sehr selten. Zudem schirmen die Berge die Winde häufig gut ab. Die Winter sind aufgrund der Nordstaulage sehr niederschlagsreich.
|                       | Jan | Feb | Mär | Apr | Mai | Jun | Jul | Aug | Sep | Okt | Nov | Dez |   |      |
| Mittl. Tagesmax. (°C) | 2   | 4   | 9   | 14  | 19  | 22  | 24  | 23  | 20  | 14  | 8   | 3   | ⌀ | 13,5 |
| Mittl. Tagesmin. (°C) | −6  | −5  | −1  | 4   | 8   | 11  | 13  | 13  | 10  | 5   | 0   | −4  | ⌀ | 4    |
|                       |     |     |     |     |     |     |     |     |     |     |     |     |   |      |
| Sonnenstunden (h/d)   | 3   | 4   | 5   | 5   | 6   | 5   | 6   | 6   | 6   | 4   | 2   | 2   | ⌀ | 4,5  |
|                       |     |     |     |     |     |     |     |     |     |     |     |     |   |      |
| Regentage (d)         | 16  | 14  | 13  | 16  | 17  | 18  | 18  | 17  | 14  | 13  | 14  | 14  | Σ | 184  |

| −6 |

| −5 |

| −1 |

| 4 |

| 8 |

| 11 |

| 13 |

| 13 |

| 10 |

| 5 |

| 0 |

| −4 |

| −6 |

| −5 |

| −1 |

| 4 |

| 8 |

| 11 |

| 13 |

| 13 |

| 10 |

| 5 |

| 0 |

| −4 |

### Geologie
Das heutige Erscheinungsbild des Brixentals wurde überwiegend in der letzten Eiszeit vor etwa 10.000 Jahren geformt. Für ein Gebirgstal (Trogtal) ist es verhältnismäßig breit und flach. Der Talboden ist maximal zwei Kilometer breit. Nur vereinzelt findet man Murschwemmkegel aus den Seitenbachtälern, die nach und nach abgelagert worden sind. Der Ortskern liegt auf sehr flachem Abschnitt, wohingegen sich die Ortsteile Lauterbach, Winkl-Feuring und kleinere Fraktionen auf kleineren Erhöhungen befinden. Östlich des Ortes, Richtung Kirchberg, hat der Ragginggraben einen mächtigen Murschwemmkegel abgelagert, der in der Nähe der Talwasserscheide Brixental-Leukental liegt. Die Gebirgshänge und -kämme sind nicht zu steil und daher dem Mittelgebirge zuzuordnen. Das Tal liegt ausschließlich in der Grauwackenzone.

## Bevölkerung

### Demografie
Von den 2.673 Einwohnern (Stand: 1. Jänner 2012) zählten 14,5 % zur Altersgruppe unter 15 Jahren, 17,5 % waren älter als 65, der größte Bevölkerungsanteil war zwischen 40 und 49 Jahre alt.
10,5 % waren keine österreichischen Staatsbürger, wovon 7 Einwohner (im Vergleich zur Gesamtbevölkerung 0,26 %) nicht aus Europa stammten. Die Verteilung zwischen der weiblichen (1.389) und männlichen (1.284) Bevölkerung im Ort ist nahezu ausgewogen.

### Familien und Haushalte
Die Volkszählung 2001 ermittelte 716 Familien, zumeist Ehepaare. Den zweitgrößten Anteil machten die Lebensgemeinschaften aus. Die Anzahl der Familien mit keinem bzw. einem Kind war beinahe gleich hoch, etwa 31 % meldeten ein Kind, 26 % meldeten zwei Kinder in der Familie. Im Ort gab es ca. 1000 Haushalte, wobei die meisten Brixener in Zwei- und Vier-Personen-Haushalten lebten.
Der Anteil an ledigen und verheirateten Personen in der Brixener Bevölkerung hielt sich 2001 mit 47,8 % zu 42,7 % annähernd die Waage.

### Religion
Laut der Volkszählung vom 15. Mai 2001 zählte man 2.574 Einwohner, von denen sich 2.386 bzw. 92,7 % zur römisch-katholischen Kirche bekannten. Etwa 2 % waren evangelisch und knapp 1 % islamisch. Ohne religiöses Bekenntnis waren 3,5 %.

### Bildung
Von den 2062 Bewohnern, die 2001 älter als 15 Jahre waren, hatten 5,7 % eine Matura absolviert, wobei 2,8 % noch zusätzlich eine Universität, Fachhochschule oder Akademie abgeschlossen haben. Etwa 1100 Personen der relevanten Bevölkerungsgruppe verfügten über einen Lehrabschluss oder den Abschluss einer berufsbildenden mittleren Schule. Fast 37 % hatten die Pflichtschule als höchsten Abschluss.

### Bevölkerungsentwicklung
Brixen war lange ein bäuerlich geprägtes langgezogenes Straßendorf, das überwiegend vom Ortskern dominiert wurde. Aufgrund ihres hohen Alters war die Gemeinde zwar ein geistliches und kulturelles Zentrum, seitdem aber der untere Hauptort Hopfgarten zur Marktgemeinde erhoben wurde und dieser seine Handels-, Verkehrs- und Gewerbefunktionen immer weiter ausbauen konnte, erwuchs Brixen ein wirtschaftlicher Konkurrent. Die Folge war eine geringere Zunahme der Bevölkerung als in den umliegenden Gemeinden. Im Jahre 1497 hatte das Dorf einen diesen vergleichbaren Bevölkerungsstand, der aber bis 1869, anders als in den Nachbargemeinden, nur wenig wuchs.
| Jahr | Brixen | Kirchberg | Westendorf | Hopfgarten |
| ---- | ------ | --------- | ---------- | ---------- |
| 1497 | 751    | 916       | 775        | 924        |
| 1792 | 917    | 1493      | 1304       | 2210       |
| 1817 | 986    | 1147      | 1127       | 1836       |
| 1837 | 947    | 1608      | 1219       | 2363       |
| 1869 | 992    | 1655      | 1324       | 2757       |

Lange lebte die Bevölkerung größtenteils von der Landwirtschaft. Erst mit Eröffnung der Giselabahn kam ein größerer Aufschwung, und immer mehr Menschen zogen in das Dorf. Gleichzeitig entwickelte sich der Tourismus. In den 1870er Jahren überschritt die Gemeinde die 1000-Einwohner-Grenze. Zwischen 1900 und 1939 stieg die Bevölkerung um 30 % an. Zwischen 1950 und 2001 wuchs die Zahl um knapp 60 % und man registrierte ca. 2600 Einwohner. Ein Maximum mit 2.666 Einwohnern wurde im Jahr 2011 erreicht. Seither gab es einige Jahre mit stark negativer Wanderungsbilanz, die durch die meist leicht positive Geburtenbilanz nicht mehr aufgehoben werden konnte, sodass die Einwohnerzahl gesunken ist.
EinwohnerJahr90012001500180021002400270030001860189019201950198020102040EinwohnerEinwohnerentwicklung von Brixen im Thale

### Zweitwohnsitzproblematik
Brixen im Thale hat im Bezirk Kitzbühel die meisten Zweitwohnsitze gemeldet. Auf 100 Hauptwohnsitze fallen 60,2 Zweitwohnsitze. Das sind nach heutigem Stand 1610 Personen (1. Jänner 2012), was zusammengefasst mit den amtlich gemeldeten Bürgern eine Bevölkerungszahl von ca. 4300 Einwohnern ergibt. Dass in Brixen so viele amtlich mit einem Zweitwohnsitz gemeldet sind, hat einerseits den Grund, dass in den letzten Jahren viele Altbauten von Nicht-Gemeindebürgern gekauft, saniert und ausgebaut worden sind, andererseits geht die Gemeinde bei Neuwidmungen sehr streng vor, denn in Tirol gibt es nur mehr die Vertragsraumordnung. Der Trend nach einem Zweitwohnsitz ist weiter steigend. Des Weiteren gehen viele Gemeinden im Bezirk streng gegen illegale Hauptwohnsitze vor, es wurde jedoch vom Brixener Bürgermeister betont, dass nicht immer bewiesen werden kann, ob alles legal gemeldet wird, vor allem wenn Rentner aus anderen Ländern sich in österreichischen Gemeinden niederlassen.

## Geschichte

### Der Name Brixen
Die genaue Herkunft des Namens Brixen ist nicht eindeutig geklärt. Der Name kann jedenfalls mit keinem deutschen Wort in Verbindung gebracht werden und scheint aus der keltischen Zeit zu stammen, denn es existieren eine ganze Reihe ähnlich lautender Ortsnamen, u. a. Brixen in Südtirol, Brixia in der Lombardei, Brixellum in der Emilia, die alle den gleichen Ursprung haben. Vermutlich leitet sich der Name vom römerzeitlichen Wort Prixina ab, das vom keltischen Wort *brigsina abgeleitet wird (Stammwort *brigs (*briga)) und so viel wie kleine (befestigte) Anhöhe oder Berg bedeutet.

### Brixen vor der ersten Namensnennung
Um 3000 v. Chr. drangen die Kelten in die Alpentäler vor, auch in das Brixental, und errichteten kleine Ortschaften. Dies lässt sich anhand archäologischer Funde von zwei Beilen und einem Schwert nachweisen. Am Götschen (Berghang), der sich heute südöstlich des Dorfzentrums befindet, fand man einen Urnenfriedhof und die Reste einer kleinen Siedlung. Zu dieser Zeit wurde vermutlich auch schon Bergbau betrieben. Hauptsächlich wurde Kupfer abgebaut.
Im 3. Jahrhundert nach Christus stießen die Römer in die Alpentäler vor und ließen sich im heutigen Gemeindegebiet von Brixen nieder. Am Platz der heutigen Dekanatskirche erbauten sie einen kleinen Profanbau.
Ab 483 gehörte das Tiroler Unterland zum nördlichen Teil des Ostgotenreiches unter König Theoderich, ab ca. 550 wanderten die Bajuwaren ein und vermischten sich allmählich mit der rätoromanischen Bevölkerung. Die „-ing“-Orte erinnern an die bajuwarische Landnahme. Seitdem war das Brixental ein Teil des bairischen Herzogtums der Agilolfinger.

### 8. Jahrhundert bis 1800
In den Jahren 788–790 ließ der damalige Bischof Arn von Salzburg die „Notitia Arnonis“ anfertigen. Es handelt sich hierbei um eine Liste der ältesten Besitztümer Salzburgs. In der Aufzeichnung wird auch eine Pfarre in Brixen („Prixina“) angeführt. Sie war damals die einzige erstmals erwähnte Pfarre im Tiroler Unterland und gehört somit zu den ältesten des Erzbistums Salzburg.
Im Jahre 902 überfiel das Adelsgeschlecht der Diepoldinger die Region. Um 1165 gab es erstmals einen Pfarrer, der als Vikar für alle Pfarren im Brixental zuständig war. 1312 kam das gesamte Brixental zum Erzbistum Salzburg.
Anno 1481 erwähnte man die Taz-Bibliothek im Pfarrwidum von Brixen, die 1473 von Wilhelm Taz (Pfarrer und Lehrer) gestiftet und nach ihm benannt wurde. Heute findet man darin noch sämtliche alte Schriften in gutem Zustand. Weiters gab es zu dieser Zeit schon eine kleine Schule im Ort.
Im Jahre 1634 wurde das Brixental durch den Dreißigjährigen Krieg in Mitleidenschaft gezogen. Schwedische Truppen zogen über das Leukental bis zur Talenge Klausenbach bei Kirchberg und versuchten das Brixental zu besetzen. Laut zahlreichen Erzählungen wurden die „Enterlender Bauern“ aus Brixen, Kirchberg und Westendorf darüber informiert, ritten den schwedischen Reitern Richtung Kitzbühel entgegen, gewannen zusammen mit den Kitzbüheler Bäuerinnen die Schlacht und konnten die Schweden zurückschlagen. Deswegen sitzen bis heute die Kitzbüheler Frauen in der Pfarrkirche zu Kitzbühel auf der rechten Seite, die sonst traditionell den Männern vorbehalten ist. Der sogenannte Antlassritt wird als Erinnerung an diesen Sieg durchgeführt. Er führt bis zur 1750 errichteten Klausenkapelle in Kirchberg, wo man liest: „Bis hierher und nicht weiter / Kamen die schwedischen Reiter“.
Zu Beginn des 17. Jahrhunderts wurde erneut Bergbau betrieben und hauptsächlich Kupfer abgebaut, das in der Nachbargemeinde Kirchberg verarbeitet wurde. Gegen Ende des 18. Jahrhunderts wurde der Bergbau wieder eingestellt.

### Übergang zu Österreich
Mit dem Reichsdeputationshauptschluss 1803 wurden die geistlichen Territorien in Deutschland nahezu vollständig aufgelöst, und das Erzbistum Salzburg kam zunächst zur habsburgischen Sekundogenitur Toskana, 1805 nach dem Frieden von Pressburg dann zu Österreich, das im Gegenzug Tirol an Bayern abtreten musste. 1809/10 kam das ehemalige Erzbistum Salzburg und damit auch das Brixental ebenfalls zu Bayern, und erst nach dem Wiener Kongress 1815 wurden die Salzburger und Tiroler Gebiete endgültig in österreichischer Hand vereinigt, und die über Jahrhunderte bestehende Grenze zwischen Salzburg und Tirol, die zwischen Wörgl und Hopfgarten verlief, wurde aufgehoben. Die offizielle Vereinigung wurde am 22. April 1816 mit großen Feierlichkeiten vollzogen.

### Pfarrei Brixen wird zum Dekanat
Da Brixen geistliches und kulturelles Zentrum des Brixentals war und alle – als Vikariate bezeichneten – Pfarreien im Tale umfasste, wurde am 24. Mai 1812 der Pfarreizusammenschluss zum Dekanat erhoben und vom Salzburger Consistorialerlasser in ein ordentliches Dekanalamt umgewandelt. Der damalige Brixener Pfarrer Wolfgang Hechenberger wurde von der staatlichen Verwaltung in München zum ersten Dekan bzw. zum ersten Erzpriester des Königlichen Landesgerichts Hopfgarten erhoben und hatte von nun an die kirchliche Herrschaft über das gesamte Tal inne. 1858 wurde Hopfgarten zu einer eigenständigen Pfarrei erhoben, die anderen folgten 1891.

### Erster und Zweiter Weltkrieg in Brixen
Vor dem Ersten Weltkrieg gab es in Brixen die 1876 gegründeten „Militär-Veteranen“. Ihre monarchistische Fahne wird heute noch beim Brixentaler Antlassritt mitgeführt. Während des Ersten Weltkriegs wurde mit den Bauarbeiten des zweiten Bahngleises durch das Brixental begonnen. Hauptsächlich waren Frauen aus Galizien und russische Kriegsgefangene tätig. Am 15. Jänner 1917 reiste Kaiser Karl I. durch Brixen, wobei die Bahn überwacht werden musste. Im Herbst 1918 kamen tausende kriegsmüde Soldaten der Habsburgermonarchie in den Ort, zumeist Polen, Ruthenen und Ungarn. Im November des Jahres wurden sie in Richtung Salzburg weitertransportiert.
In der Zwischenkriegszeit gründete man den Heimkehrer-Verein. Seine Fahne gilt als eine der ältesten im Bezirk Kitzbühel und konnte über den Zweiten Weltkrieg gerettet werden. Noch heute wird sie nach strenger Fahnenabordnung getragen.
Am 31. Mai 1933 wurde die 1000-Mark-Sperre gegen Österreich eingeführt, was den Fremdenverkehr massiv beeinträchtigte.
Am 15. März 1938 wurde Österreich an das Deutsche Reich angeschlossen. Weiters führte man im Spätherbst 1938 die deutsche Gemeindeordnung ein. Der Ortsschulrat wurde aufgelöst und der Oberlehrer leitete mit dem Bürgermeister die Schule. Es durfte nur mehr in der Religionsstunde gebetet werden, für Beichte und Kommunion gab es keine freien Stunden mehr. Religiöse Veranstaltungen außerhalb der Kirche mussten von der Bezirkshauptmannschaft Kitzbühel genehmigt werden.
Im Zweiten Weltkrieg wurde das Tal selbst nicht schwer getroffen, wenngleich Augenzeugen von Bombardierungen auf der Filzalm sowie im Aunerwald bei Westendorf berichteten. Statt des Antlassrittes durfte man nur noch einen Flurritt machen. Exakt 120 Brixener mussten zur Wehrmacht einrücken, davon sind zwölf gefallen. Alle Kirchenglocken mussten für Kriegszwecke abgenommen werden, nur die Mittagsglocke blieb erhalten. Im Mai 1945 wurde das Tal von der US-Armee besetzt, im Juli rückten französische Truppen ein. Vier Monate darauf wurde die Schillingwährung wieder eingeführt. Der Wechselkurs zur Reichsmark betrug 1:1.
Heute erinnert das Kriegerdenkmal, das sich westlich der Dekanatskirche befindet, an die Gefallenen aus dem Ersten und Zweiten Weltkrieg.
1946 konnte erstmals der Antlassritt wieder durchgeführt werden. Es nahmen über 200 Reiter teil, selbst Landeshauptmann Alfons Weißgatterer und Landesbauernführer Muigg waren anwesend.

### Brixen nach dem Zweiten Weltkrieg bis heute
Nach dem Krieg erholte sich der Ort nur langsam. 1949 konnten viele Häuser an das Stromnetz der TIWAG angeschlossen werden. Im Herbst desselben Jahres wurde die Kirche renoviert und erhielt dabei einen neuen Anstrich. 1953 eröffnete man einen Gendarmerieposten im Gemeindehaus, der 1965 nach Westendorf verlegt wurde. Ebenfalls 1953 eröffnete man die neue ÖBB-Haltestelle und die Bauarbeiten auf der Brixentaler Bundesstraße B 170 wurden abgeschlossen.
Im Jahre 1970 gingen die Doppelsesselbahn „Hochbrixen“ sowie andere Lifte in Betrieb. Dies brachte einen deutlichen Tourismusaufschwung. Zehn Jahre später erhielt Brixen mit dem Fischteich „Erlensee“ eine weitere Fremdenverkehrsattraktion. 1983 bekam der Ort ein neues Schulgebäude, in dem sich bis heute die Volksschule und die Polytechnische Schule befinden. 1988 wurden das Jubiläumsjahr „1200 Jahre Brixen“ gefeiert und die Brixener Dekanatspfarrkirche renoviert. Sie erhielt statt des bisherigen Gelbtons einen Rosaton. Außerdem verstaute man in der goldenen Kirchturmkugel wichtige Dokumente über die damalige Zeit für die Nachwelt.

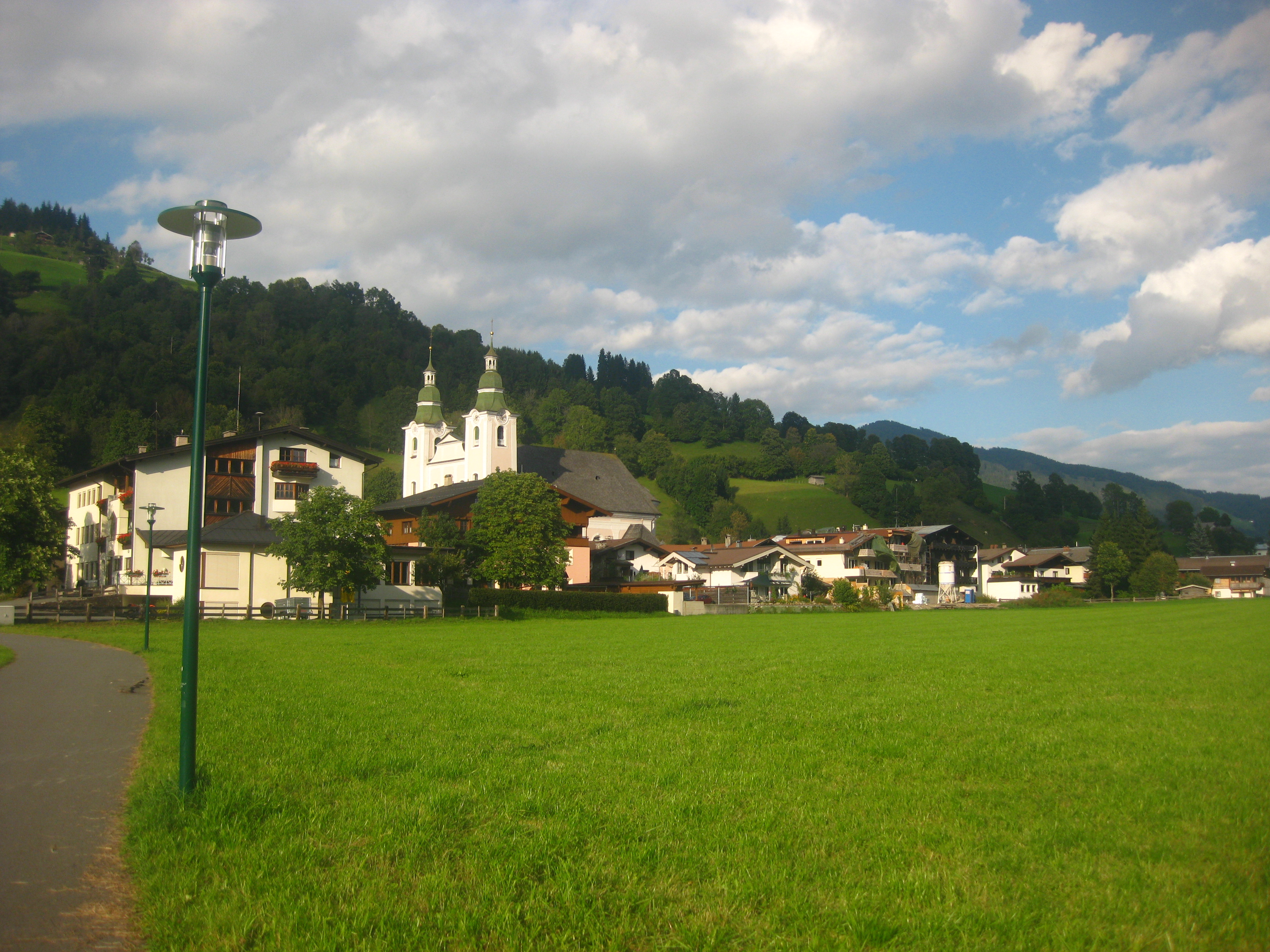
Pfarrkirche mit Dorf

Im Jahre 2008 wurde die neue Umfahrung eröffnet, um den vom Durchzugsverkehr stark belasteten Ortskern zu entlasten. 2010 wurde der Dorfplatz um etwa einen Meter erhöht und soll so kennzeichnen, dass es sich hier um eine abgeschirmte Fußgängerzone handelt.

## Kultur und Sehenswürdigkeiten

### Bauwerke

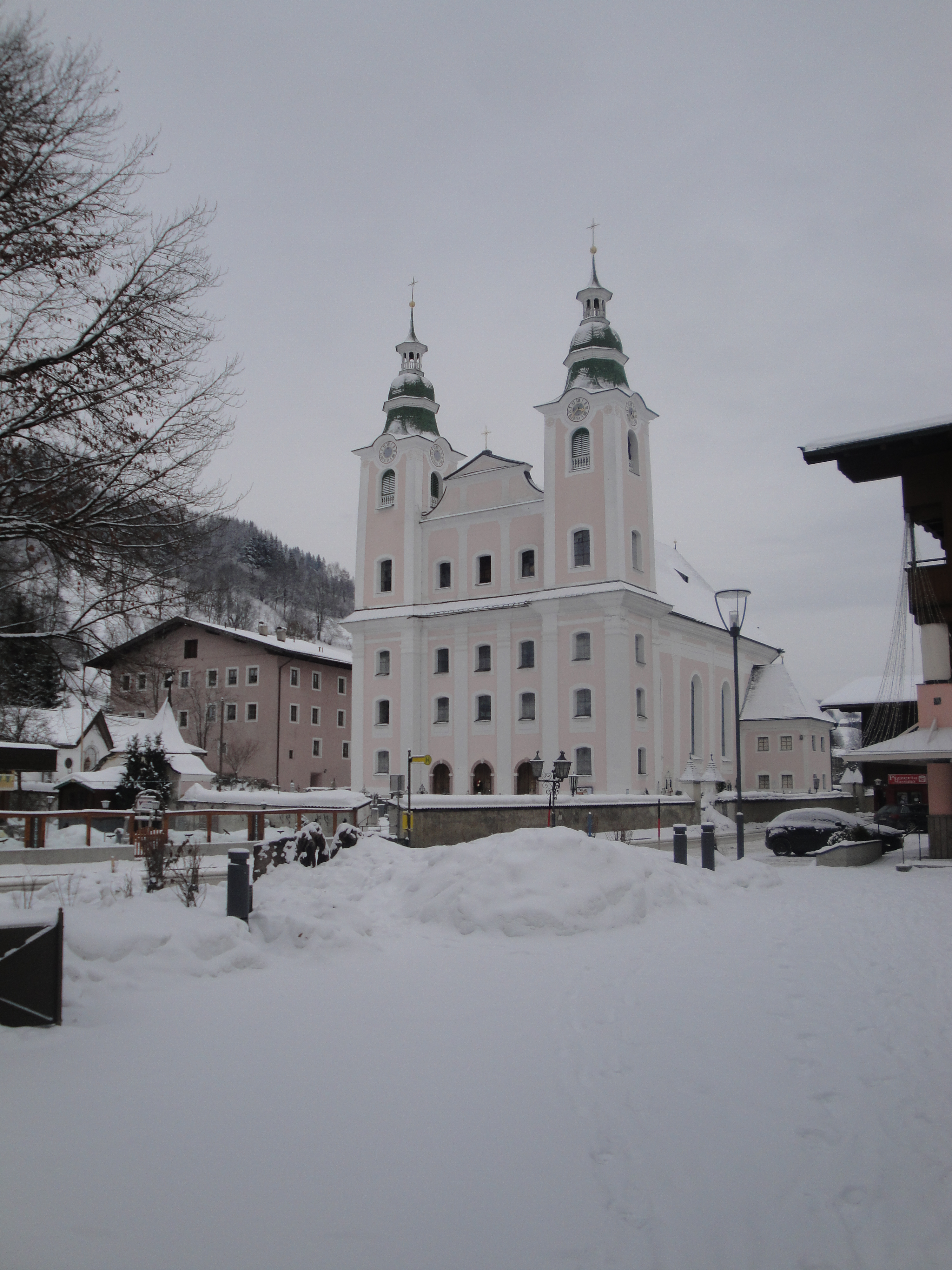
Dorfplatz mit der Dekanatspfarrkirche

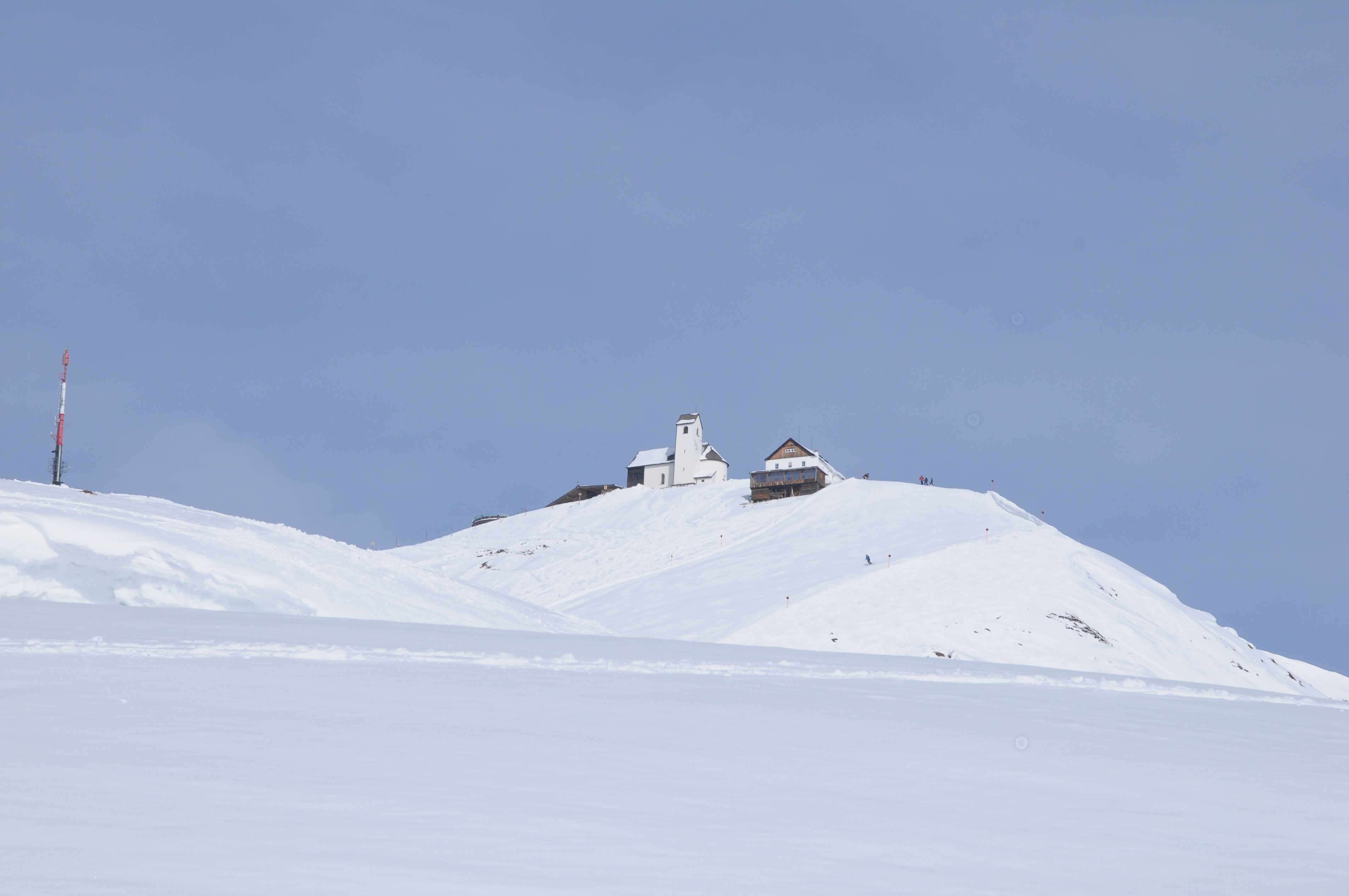
Wallfahrtskirche Hohe Salve

- Dekanatspfarrkirche Brixen im Thale: Patrozinium Mariä Himmelfahrt und heiliger Martin. Ein römischer Profanbau bestand bereits etwa 200 n. Chr. Um das 6. Jahrhundert konnte schon eine Pfarrkirche nachgewiesen werden. Diese wird 788 n. Chr. im Indiculus arnonis als Pfarrei mit Feldbesitz erstmals urkundlich erwähnt. Nach vier vorhergehenden Bauten wurde 1789 bis 1796 durch Wolfgang Hagenauer und Andre Hueber eine 40 Meter lange Kirche im spätbarock-klassizistischen Stil mit Doppelturmfassade neu errichtet. Das große Hochaltarblatt von Josef Schöpf zeigt die Himmelfahrt Mariens, das kleine die Mantelspende des heiligen Martin. Die zahlreichen Kuppelfresken stammen von Joseph Schöpf und Andreas Nesselthaler. In der Kirchenmitte befindet sich die etwa 17 Meter große reich verzierte Halbkuppel. Sie ist eine der größten Kirchen des Tiroler Unterlands.

- Friedhofskapelle: Sie wurde 1734 errichtet, steht westlich der Dekanatspfarrkirche und ist durch ein geschwungenes Giebeldach gekennzeichnet. Heute befinden sich in den zwei Halbbogenfenstern die Namen der Gefallenen des Ersten und Zweiten Weltkriegs.

- Jager-Kapelle: Diese Kapelle befindet sich zwischen Brixen und Kirchberg und wurde um 1880 errichtet. Es handelt sich um einen einjochigen turmlosen Bau mit dreiseitigem Chor und Spitzbogenfenstern. Die Decken sind mit neugotischen Malereien versehen. Einer Sage zufolge stießen gegen Ende des 17. Jahrhunderts an diesem Ort immer zwei Särge zusammen, was bei den Menschen für Unwohl sorgte. Nach der Errichtung der Kapelle wurde von solchen Vorkommnissen nicht mehr berichtet.

- Weidach- bzw. Walterkapelle: eine um 1779 errichtete quadratische Barockwegkapelle mit Madonna und Kind, die auf einer schlangen-umschlungenen Weltkugel steht. Diese Kapelle dient einerseits als „Totenrast“ bei Begräbnissen, andererseits ist sie der vierte Evangelienaltar bei der Prozession nach Lauterbach.

- Hofer-Kapelle: etwa um 1880 errichtete einfache Holzkapelle mit dreiseitigem Chor und einem Satteldach. Im Innenraum findet man einen kleinen Säulenaltar. 1979 wurde fast das gesamte Inventar gestohlen, unter anderem auch zwei Barockfiguren.

- Mosen-Kapelle: Diese Kapelle wurde 1864 aus Holz erbaut und weist ein weit vorspringendes Satteldach auf. Der Innenraum ist sehr eng und dunkel. Hinter einem geschmiedeten Gitter findet man einen spätklassizistischen, leicht marmorierten Holzaltar. Das Altarbild zeigt die Schutzmantelmadonna und wurde im Jahr der Erbauung gemalt. Weiters findet man zwei schön geschnitzte Rokokostatuten des heiligen Dominikus und der heiligen Katharina von Siena.

### Musik
Neben der Musikkapelle, die bereits seit etwa 1840 besteht, gibt es zahlreiche andere Volksmusikgruppen in Brixen. Außerdem existiert seit vielen Jahren ein Kirchenchor.

## Wirtschaft und Infrastruktur

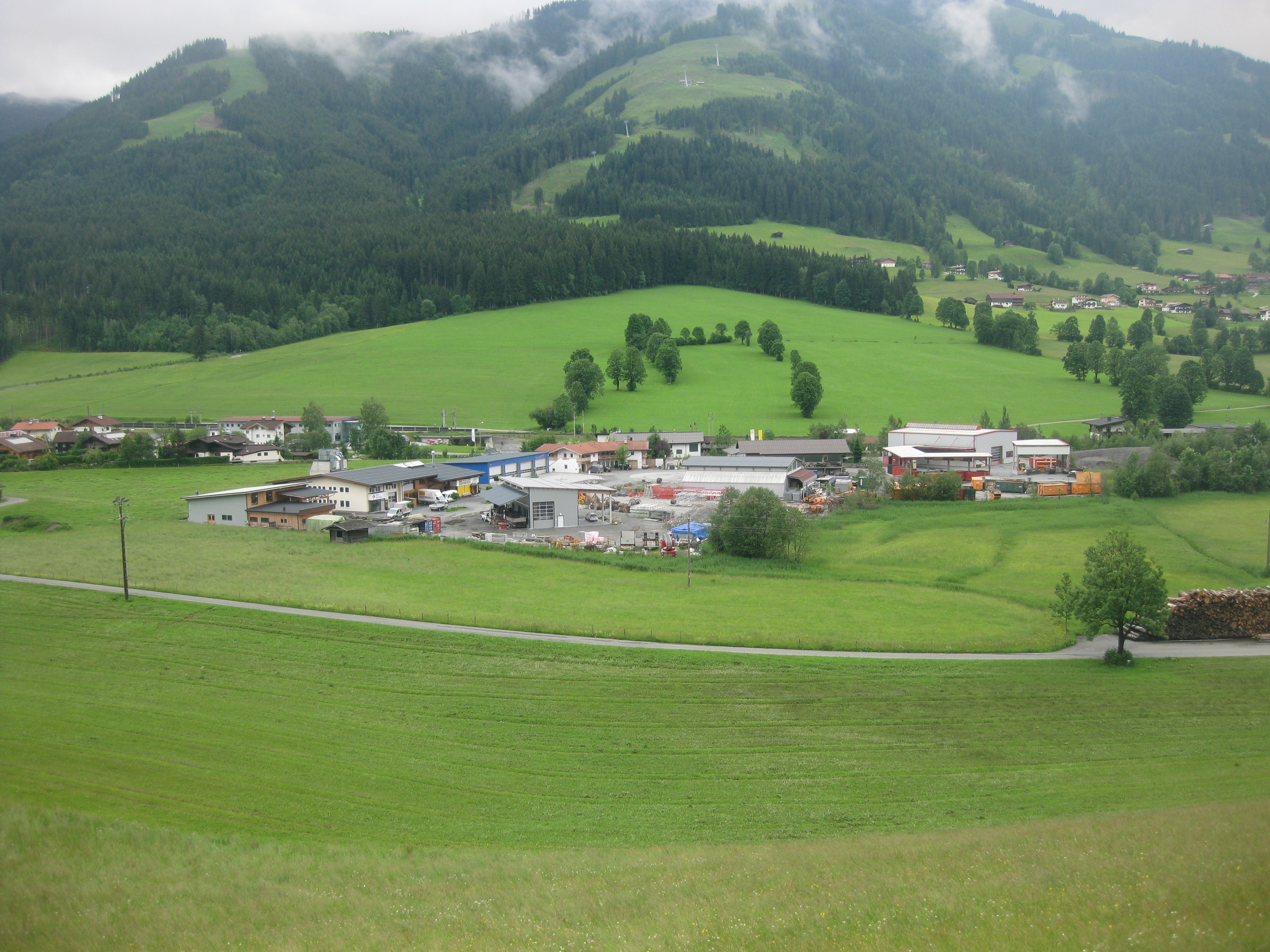
Das Gewerbegebiet westlich von Brixen

Die Wirtschaft in Brixen erlebte in den letzten Jahren einen deutlichen Aufschwung. Dienstleistungen, der Handel und das Gewerbe entwickelten sich zu den größten Wirtschaftssektoren. Durch den Ausbau des Gewerbegebiets westlich des Ortes konnten sich hier viele Unternehmen ansiedeln. Für die Zukunft arbeitet man an einem Konzept, das die Einkaufssituation im Ort verbessern soll.
Zu den derzeit größten Unternehmen in Brixen zählen folgende:
- AWZ-Brixental
- Glasbau Hirzinger GmbH
- Brugger Transporte GmbH
- Tischlerei Helmut Hehenberger
- Spedition Strobl und das Schotterwerk Jagerberg (Fa. Schermer).
- Gas-, Wasser- und Heizungsinstallation Bucher
- Kunstschmieden Fa. Unterrainer
- Gerberei Niederkofler
- BergWelt Appartements

### Tourismus
Der Fremdenverkehr hat in Brixen eine große Bedeutung. Heute hat der Ort mehr als 3.000 Gästebetten mit jährlich etwa 300.000 Übernachtungen, wobei der Winter stärker gebucht ist als der Sommer. Somit zählt Brixen zu den größeren Tourismusorten im Tiroler Unterland. Brixen hat Anschluss an das Skigebiet SkiWelt Wilder Kaiser – Brixental. Mit etwa 100 Liften und 290 km Pisten war es bis 2017 das größte zusammenhängende Skigebiet Österreichs und das drittgrößte der Welt. Seit 2008 besteht eine direkte 8er-Gondelbahnverbindung auf die Choralpe im Skigebiet Westendorf.
Die touristische Infrastruktur verfügt über ein breit gefächertes Angebot.

### Landwirtschaft
Die Landwirtschaft Brixens ist neben der Wirtschaft der größte Arbeitgeber im Dorf. Da der Talboden maximal 1,5 km breit ist, befinden sich die Landwirtschaftsbetriebe hauptsächlich auf den sonnigen Hängen nördlich der Besiedlung, denn hier gewährt das warme, aber auch niederschlagsreiche Klima eine optimale Nutzung.

### Bildung
Es existieren folgende Betreuungs- und Bildungseinrichtungen:
- Kinderkrippe
- Kindergarten
- Volksschule
- Neue Mittelschule mit der Gemeinde Westendorf
- Polytechnisches Zentrum für das obere Brixental

Geschichte der Volksschule Brixen im Thale
Ein Schulhaus in Brixen gab es schon vor mehr als 250 Jahren. Etwa im Jahre 1730 errichtete man einen Holzbau. Er stand wenige Meter südlich der heutigen Pfarrkirche. 1841 war das Schulhaus baufällig und wurde 1854 durch ein zunächst einstöckiges Steingebäude ersetzt, das 1922 um ein Stockwerk erweitert wurde.
Gegen Ende des Zweiten Weltkriegs mussten alle Klassenräume bis auf einen geräumt werden. In diesen wurden Flüchtlinge untergebracht. Erst in der zweiten Jahreshälfte 1945 wurde der Unterricht wieder aufgenommen.
Da die Bevölkerung ständig wuchs und das Gebäude durch den immer stärkeren Durchzugsverkehr stark in Mitleidenschaft gezogen wurde, wurde 1981 ein neues, 100 Meter östlich der Kirche gelegenes Schulhaus erbaut, in dem heute zehn Klassen der Volksschule und zwei Klassen der Polytechnischen Schule unterrichtet werden.
Polytechnisches Zentrum Brixen im Thale
Die Polytechnische Schule in Brixen nahm im September 1982 ihren Betrieb auf. Im Schuljahr 1997/1998 führte man folgende Fachbereiche ein, die eine fundierte Grundausbildung garantieren sollen:
- Metall / Elektro
- Holz / Bau
- Handel / Büro
- Dienstleistungen / Tourismus

Im Schuljahr 2009/10 erhielt die PTS Brixen den Förderpreis des Unterrichtsministeriums und wurde zertifizierte Schule.

### Medien
Die „Brixner Zeitung – Unter uns“, eine monatlich erscheinende Dorfzeitung, wird von der Erwachsenenbildung Brixen und der Pfarre herausgegeben. Sie wird gratis an alle Haushalte verteilt.

### Öffentliche Einrichtungen
- Kläranlage im Nachbarort Westendorf
- Bauhof
- Altenwohnheim
- Freizeitanlage Brixen im Thale mit großem Badesee

### Weitere Einrichtungen
- Pfarrbücherei (Taz-Bibliothek)
- Aula der Volksschule Brixen für Theateraufführungen, Vorträge und sonstige Veranstaltungen

### Verkehr

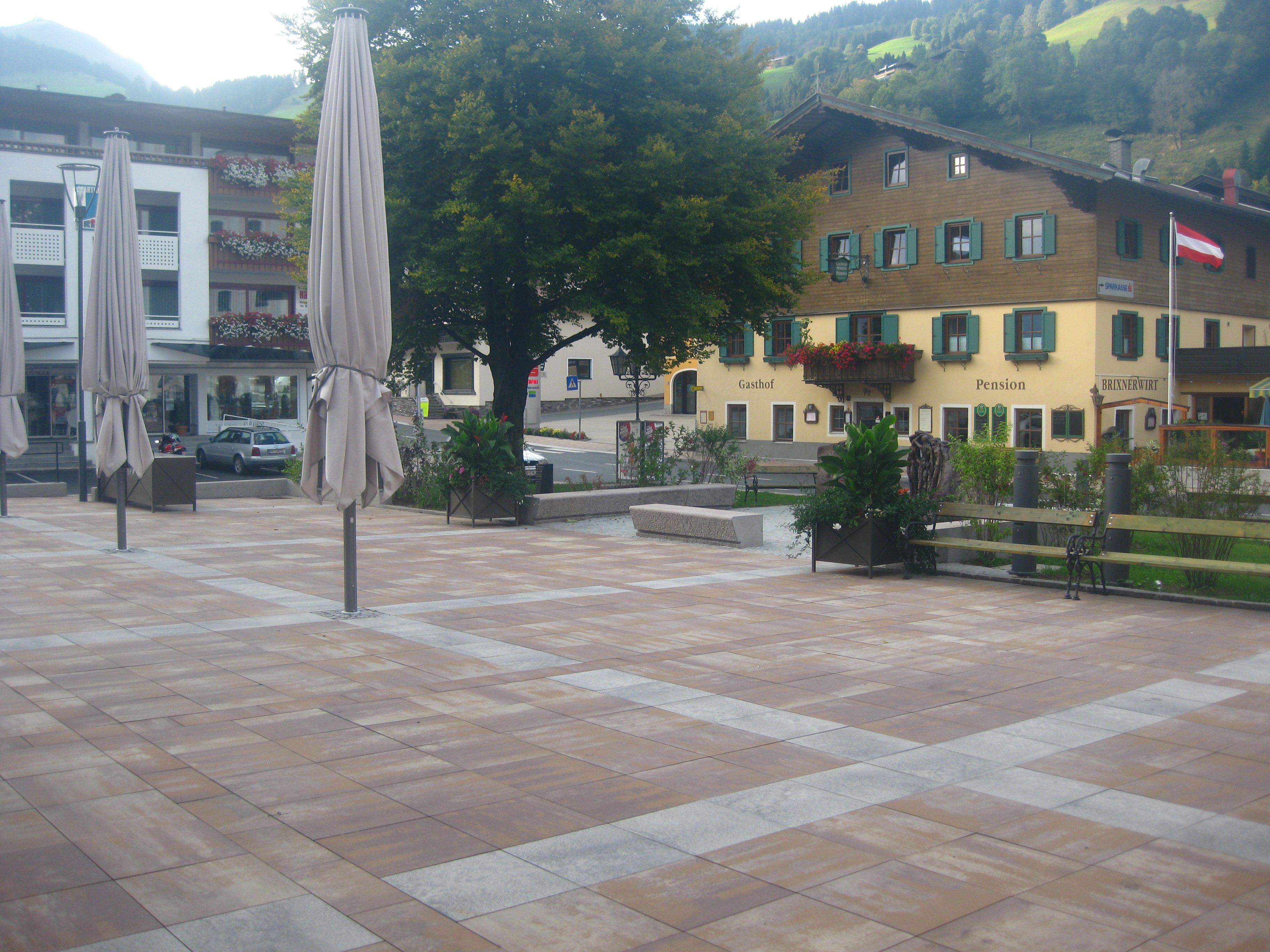
Neuer Dorfplatz von Brixen im Thale

Von 2009 bis 2010 wurden am Dorfplatz, der vor dem Gemeindehaus liegt, umfangreiche Sanierungs- und Umbauarbeiten durchgeführt. Dabei wurden das Pflaster erneuert und der Platz vergrößert und erhöht. Der Brunnen wurde an einen neuen Platz versetzt.
Am 10. Mai 2008 wurde nach dreijähriger Bauzeit eine Umfahrungsstraße eröffnet, die das Ortszentrum vom Durchzugsverkehr befreit. Seitdem hat sich die Wohnqualität erheblich verbessert.
Brixen liegt an der Brixentalstraße B 170, die von Wörgl nach Kitzbühel führt. Über die Salzburg-Tiroler-Bahn der ÖBB ist der Ort ebenfalls erreichbar.

## Politik
Die Brixener Politik verfügt über insgesamt acht Gremien:
- Gemeinderat
- Gemeindevorstand
- Überprüfungsausschuss
- Sportausschuss
- Tourismus-, Landwirtschaft- und Umweltschutzausschuss
- Bau- und Siedlerausschuss einschl. Wasser und Kanal
- Soziales, Schul-, Kindergarten- und Kulturausschuss
- Verkehrsausschuss[12]

### Gemeinderat
Der Gemeinderat besteht aus 15 Mitgliedern. Seit der Gemeinderatswahl vom 27. Februar 2022 besteht folgende Mandatsverteilung:
- 8 ÖVP – Bürgermeisterliste Andreas Brugger
- 4 WIR für ein starkes Brixen – die Wirtschaft – WIR
- 3 SPÖ – Brixen Aktiv und Parteifreie

Direkt gewählter Bürgermeister ist Andreas Brugger von der ÖVP mit 100,00 % (960) der Stimmen. Brugger kandidierte als einziger Nachfolger von Alt-Bürgermeister DI Ernst Huber.
Seit 2004 existiert die Partei „Wir für ein starkes Brixen“, jedoch führte damals Gottfried Strobl die Liste. Diese wurde aufgelöst und mit der Bezeichnung „Die Wirtschaft“ umbenannt. 2010 hielt sie mit 28,38 % der Stimmen wieder Einzug in den Gemeinderat.
Bei der Gemeinderatswahl 2016 hielt die FPÖ unter Führung von Andreas Rattin mit einem Mandat Einzug in den Gemeinderat.
Für die Gemeinderatswahl 2022 ließ sich die FPÖ unter Andreas Rattin nicht mehr aufstellen. Sein einziges Mandat wanderte zur Brixen Aktiv – SPÖ und Parteifreie.

### Gemeindevorstand
Der Brixener Gemeindevorstand besteht aus fünf Mitgliedern. Den Vorsitz hat der Bürgermeister, der von der Brixener Bevölkerung direkt gewählt wird. Der Vizebürgermeister wird vom Gemeinderat gewählt.
- Bürgermeister Andreas Brugger (ÖVP)
- Vizebürgermeister Helmuth Hehenberger (WIR für ein starkes Brixen – Die Wirtschaft)

### Bürgermeister
Die seit 1849 bestehende Gemeinde Brixen im Thale wurde von bisher 26 Bürgermeistern verwaltet.
| Name                   | Amtszeit  | Tätigkeit                           |
| ---------------------- | --------- | ----------------------------------- |
| Leonhard Stöckl        | 1850–??   | Kloobauer                           |
| Christian Astl         | 1896–1899 | Unterkaslachbauer                   |
| Johann Obermoser       | 1899–1902 | keine Info                          |
| Simon Straif           | 1903–1905 | keine Info                          |
| Wenzl Klingler         | 1905–1905 | Schmied                             |
| Martin Aschaber        | 1905–1908 | Schusterbauer                       |
| Johann Schermer        | 1908–1914 | Jagerbauer                          |
| Leonhard Koidl         | 1914–1916 | Hoferwirt                           |
| Johann Schermer        | 1916–1917 | Jagerbauer                          |
| Peter Stöckl           | 1917–1920 | Kloobauer                           |
| Christian Beihammer    | 1920–1922 | Rieserbauer                         |
| Anton Hirzinger        | 1922–1925 | Stöcklbauer                         |
| Matthias Beihammer     | 1925–1928 | Steidlbauer                         |
| Johann Sieberer        | 1928–1929 | keine Info                          |
| Josef Kogler           | 1929–1931 | Zintingerbauer                      |
| Martin Aschaber        | 1931–1935 | Schusterbauer                       |
| Christian Beihammer    | 1935–1938 | Rieserbauer                         |
| Alois Wahrstätter      | 1938–1945 | Reitlwirt                           |
| Martin Aschaber1       | 1941–1945 | Schusterbauer                       |
| Christian Beihammer    | 1945–1956 | Rieserbauer                         |
| Andrä Schermer         | 1956–1968 | Sägewerksbesitzer                   |
| Franz Podesser         | 1968–1974 | Geschäftsführer                     |
| Johann Werlberger      | 1974–1983 | Stöcklbauer                         |
| Johann Nagele          | 1983–2004 | Pfistererbauer                      |
| Dipl.-Ing. Ernst Huber | 2004–2022 | Direktor an der LLA Weitau          |
| Andreas Brugger        | seit 2022 | Standortleitung Maschinenring Tirol |

1 Martin Aschaber war Stellvertreter während der Militärdienstzeit von Alois Wahrstätter von 1940 bis 1945
Bis jetzt standen 26 Bürgermeister an der Spitze, von denen Johann Nagele mit insgesamt 21 Jahren Amtszeit am längsten die Geschicke des Dorfes leitete.

### Wappen
Der Gemeinde wurde 1972 folgendes Wappen verliehen:
Blasonierung:
„Ein schwarzes nach unten gerichtetes Randleistenbeil auf Silber.“
Die abgebildete bronzezeitliche Axt wurde im Gemeindegebiet Brixen – etwas unterhalb der Hohen Salve – gefunden. Als Wappenmotiv versinnbildlicht sie das hohe Alter dieser Gemeinde, deren Name ebenfalls weit in die vorrömische Zeit zurückweist und so viel wie ‚Berg‘ bedeutet.

## Persönlichkeiten
- Árpád Henney (1895–1980), ungarischer Politiker und Offizier
- Matthäus Hetzenauer (1924–2004), Scharfschütze
- Otto Gschwantler (1930–2016), Altgermanist
- Wenzel Fuchs (* 1963), österreichischer Konzert-Klarinettist
- Maria Holaus (* 1983), österreichische Ski-Rennläuferin (ÖSV)
- Andreas Hölzl (* 1985), österreichischer Fußballspieler